# Édgar Millán Gómez
Édgar Eusebio Millán Gómez (Ciudad de México, 1967 - Ciudad de México, 8 de mayo de 2008) fue un jefe policial mexicano.
Estudió leyes en la Universidad del Valle de México y recibió entrenamiento en varios países en seguridad internacional. Inició su carrera profesional en el Centro de Investigación y Seguridad Nacional (CISEN) en México como agente investigador; en 2001 se integró a la Agencia Federal de Investigación (AFI) como director de secuestros de la Dirección de Investigación Policial, y de 2006 a 2007 se desempeñó como director de Despliegue Regional Policial en la misma dependencia. Fue coordinador general de Seguridad Regional de la Policía Federal Preventiva (PFP) en México.
Édgar Millán se distinguió por la determinación con la que combatió el crimen e impunidad, así como por los graves daños que infligió a la estructura operativa y financiera del crimen organizado.
Millán fue asesinado en su casa el 8 de mayo de 2008 por sicarios al servicio de los hermanos Beltrán Leyva, aparentemente en venganza por el arresto de Alfredo Beltrán Leyva el 21 de enero de 2008. Dos de sus guardaespaldas resultaron heridos de balas pero lograron detener vivo al gatillero, llamado Alejandro Ramírez Báez.Al día siguiente, el presidente Felipe Calderón Hinojosa encabezó una ceremonia de homenaje de cuerpo presente a Edgar Millán Gómez, a la cual también asistieron los secretarios de Gobernación, Defensa Nacional, Marina, la Función Pública y el procurador General de la República.
Su trayectoria es cuestionada por el semanario mexicano Proceso, quien documentó en diversas publicaciones su relación con el crimen organizado, incluso de su mentor Genaro García Luna. En el mismo año que es ejecutado, pierden la vida varios de los comandantes cercanos a él. Se les llamaba los jinetes del Apocalipsis. Le sobreviven el propio Genaro, el comandante Garza Palacio y el comandante Cárdenas Palomino.